# Oscar Zubía
Joffre Oscar Zubía (Montevideo; 8 de febrero de 1946) es un exfutbolista profesional uruguayo.

## Trayectoria
Como jugador comenzó su carrera en el primer equipo del Club Atlético River Plate de Uruguay. Pocos años después fue seleccionado para defender a Uruguay en la Copa Mundial de 1970. Luego del Mundial fue transferido al club Peñarol de Montevideo, en el cual participó en la Copa Libertadores 1971. 
Luego jugó en Ecuador, para la Liga de Quito. Convirtió treinta goles adjudicándose el título de goleador máximo de la Segunda Categoría en 1973 y la primera etapa de la Serie B en 1974. Con el club quiteño participó en el torneo Copa Simón Bolívar 1975. 
Desde que dejó el primer equipo debido a lesiones sufridas durante su carrera futbolística ha seguido viviendo en Quito-Ecuador dirigiendo las divisiones inferiores de LDU. Hasta el día de hoy continúa trabajando directamente con la directiva de la institución.

## Selección nacional
Desde el 28 de mayo de 1968 hasta el 10 de febrero de 1971 fue parte de la convocatoria de su país para representar al Uruguay. Jugó 15 partidos oficiales anotando 4 goles.
Tomó parte en la Copa Mundial de Fútbol de México en 1970, en el cual Uruguay alcanzó el cuarto lugar. En el torneo jugó en las últimas dos presentaciones del equipo en los partidos en contra de Italia y Suecia.

### Participaciones en Copas del Mundo
| Mundial              | Sede   | Resultado |
| -------------------- | ------ | --------- |
| Copa Mundial de 1970 | México | 4° puesto |

## Clubes

### Como jugador
| Club          | País    | Año       |
| ------------- | ------- | --------- |
| River Plate   | Uruguay | 1967—1970 |
| Peñarol       | Uruguay | 1970—1972 |
| Liga de Quito | Ecuador | 1972—1976 |

### Como entrenador
| Club          | País    | Año       |
| ------------- | ------- | --------- |
| Liga de Quito | Ecuador | 1978      |
| Liga de Quito | Ecuador | 1993-1994 |

## Palmarés

### Campeonatos nacionales
| Título             | Club          | País    | Año  |
| ------------------ | ------------- | ------- | ---- |
| Serie A de Ecuador | Liga de Quito | Ecuador | 1974 |
| Serie A de Ecuador | Liga de Quito | Ecuador | 1975 |